# Kaggle
Kaggle — платформа для змагань з аналітики та передбачувального моделювання, в рамках якого статистики та добувачі даних конкурують у створенні найкращих моделі для прогнозування та опису даних, запропонованих компаніями або користувачами. Цей краудсорсинговий підхід ґрунтується на тому, що є безліч стратегій, які можуть бути застосовані до будь-якого завдання з передбачувального моделювання, і наперед не відомо, яка методика або аналітичний підхід буде найбільш ефективним.
8 березня 2017 року компанія Google оголосила, що вони придбали Kaggle, який приєднається до команди Google Cloud і продовжить бути окремою торговою маркою.

## Як влаштовані змагання на Kaggle
1. Організатор змагань готує дані та описує проблему. Kaggle пропонує консультації з цього приводу, також допомагає побудувати каркас конкурсу, анонімізувати дані та інтегрувати модель переможця в діяльність організатора.
2. Учасники конкурсу експериментують з різними технологіями та конкурують один з одним, щоб створити кращі моделі. Робота доступна загалу через сценарії Kaggle з метою досягнення кращого результату та для обміну ідеями. Результати роботи надсилаються за допомогою скриптів або завантажуються вручну. Для більшості змагань результат роботи оцінюється відразу (точність прогнозу порівнюється з прихованим файлом, який містить правильний розв'язок) та відображається на публічній дошці результатів.
3. Після закінчення змагань виплачуються призові гроші в обмін на «всесвітню, безстрокову, безвідмовну ліцензію та безоплатну ліцензію […] на використання роботи переможця», тобто розроблений алгоритм, програмне забезпечення та відповідну інтелектуальну власність, яка є «невід'ємною, якщо інше не зазначено».[4]

## Додаткові джерела
- «Competition shines light on dark matter», Office of Science and Technology Policy, Whitehouse website, June 2011 [Архівовано 15 грудня 2016 у Wayback Machine.]
- «May the best algorithm win…», The Wall Street Journal, March 2011 [Архівовано 8 жовтня 2019 у Wayback Machine.]
- «Kaggle contest aims to boost Wikipedia editors», New Scientist, July 2011 [Архівовано 22 березня 2016 у Wayback Machine.]
- «Verification of systems biology research in the age of collaborative competition», Nature Nanotechnology, September 2011 [Архівовано 5 липня 2017 у Wayback Machine.]